# Menorosia mutilatus
Menorosia mutilatus es una especie de coleóptero de la familia Aderidae.

## Distribución geográfica
Habita en Madagascar.